# Arnulfo Pozo
Arnulfo Pozo González (* 27. November 1945 in Tulcán) ist ein ehemaliger ecuadorianischer Radrennfahrer.

## Sportliche Laufbahn
Er war Teilnehmer der Olympischen Sommerspiele 1968 in Mexiko-Stadt. Im olympischen Straßenrennen schied er aus. Im Mannschaftszeitfahren kam der Vierer aus Ecuador auf den 22. Rang.
1967 siegte er in der ersten Etappe der Vuelta al Ecuador.

## Familiäres
Seine Brüder Jaime Pozo und Hipólito Pozo waren ebenfalls als Radrennfahrer aktiv.